# Erythrus sternalis
Erythrus sternalis är en skalbaggsart som beskrevs av Charles Joseph Gahan 1902. Erythrus sternalis ingår i släktet Erythrus och familjen långhorningar. Inga underarter finns listade i Catalogue of Life.